# Девятые врата: Пандемониум
«Девятые врата: Пандемониум» (фр. Pandemonium) — французский фильм ужасов 2023 года, снятый режиссёром Кварксом по собственному сценарию и повествующий о посмертной участи главного героя. Премьера состоялось 30 июня 2023 года на Международном фестивале фантастических фильмов в Невшателе, Швейцария. В России фильм вышел 12 июня 2024 года.

## Сюжет
Натан приходит в себя на горной дороге рядом со своим разбитым автомобилем. К нему подходит Даниэль, мотоциклист, столкновения с которым стремился избежать Натан. Даниэль даёт понять Натану, что они оба погибли и сейчас уже являются призраками: на это указывает и то, что в разбитой машине находится окровавленный труп Натана, а проезжающий мимо водитель не замечает их. Начинается сильный снегопад и по обе стороны от мужчин появляются двое ворот, белые и тёмно-красные. Натан и Даниэль пытаются пройти в белые ворота, считая, что это путь в Рай, но никуда не попадают. Натан признаётся, что когда-то он убил свою жену, которая была смертельно больна и страдала. Рядом внезапно появляется девочка Элис, и становится ясно, что Даниэль в последние секунды жизни сбил её мотоциклом, после чего его самого сбила машина Натана. Элис начинает кричать, Даниэль силой забрасывает её за белые ворота, и она исчезает. Сами же Даниэль и Натан входят в ворота Ада.
Натан оказывается в тёмном туманном пространстве, усеянном трупами людей. Он склоняется над телом маленькой девочки и видит её историю. Девочка по имени Жанна слышит спор родителей, в котором мать обвиняет отца в том, что он боится их дочери, а между тем им надо лечить её. Утром девочка выходит в комнаты, но никого нет. Она приводит из подвала монстра по имени Тони и кормит его бутербродами с вареньем. В коридоре лежат трупы зарезанных родетелей Жанны, которых она просит Тони отнести в спальню (при этом видно, что, когда Жанна смотрится в зеркало, Тони рядом с ней нет). В качестве флэшбека показана Жанна, подходящая к кровати спящих родителей с ножом в руке. Вечером Жанна подходит к младшей сестре, сообщая ей о смерти родителей. Затем она отводит сестру на кухню и заставляет залезть в духовку, а сама включает духовку и уходит.
В ужасе Натан отшатывается от девочки и приоткрывает покрывало, под которым лежат тела матери и дочери, история которых разворачивается следующей. Женщина средних лет по имени Джулия находит в ванной тело своей дочери-подростка Хлои, которая порезела себе вены. Из флэшбеков становится ясно, что в новой школе Хлоя подвергалась буллингу со стороны одноклассниц, но она не решалась сказать об этом матери, тем более что та была слишком занята на работе. Теперь Джулия не верит в смерть дочери, сажает её за стол и наконец предлагает её уехать куда-то на отдых. Она сажает мёртвую дочь в машину, но по дороге, поняв, что её уже не вернуть, отпускает руль и врезается в дерево. Спасатели и полиция извлекают раненую Джулию из машины.
Натан снова приходит в себя. К нему подходит демон ада Норгул, который сообщает Натану, что после смерти сюда попадают все без исключения. Он провожает Натана в помещение, где Натану предстоит испытывать страдания на протяжении сорока веков, прежде чем он перестанет ощущать своё тело, после чего страдания будут продолжаться вечно. В комнате оказывается ещё один демон по имени Билли, который начинает избивать Натана, после чего тот перестаёт двигаться. Приходит Норгул и ругает Билли за то, что он упустил душу Натана, которая теперь возродится снова в виде Антихриста. Билли обещает вернуть эту душу обратно в ад. Показано рождение ребёнка на Земле и Билли, сидящий в комнате рядом с младенцем в колыбели.

## В ролях
- Юго Дийон — Натан
- Арбен Байрактарай — Даниэль
- Карл Лафоре — Тони
- Офелия Колб — Джулия
- Сидвелл Вебер — Хлоя
- Манон Мендивид — Жанна
- Жан Росо — Норгул
- Альбин Йенсен — Билли
- Эовин Персонн — Элис

## Отзывы
Фильм собрал в основном положительные отзывы. Некоторые критики сравнили его с фильмом-антологией, учитывая, что в него включены два вставных сюжета (о девочке Жанне и о матери и дочери). Фильм также сравнивался с такими образцами катабасиса, как «Ад» Данте и «Энеида» Вергилия, а также кинокартины «Ад» Нобуо Накагава, «Восставший из ада 2», «Спаун» и «Дом, который построил Джек».
Максим Ершов (Film.ru) назвал фильм «неспешным, но впечатляющим и беспросветным путешествием по кругам ада», которое «можно посоветовать поклонникам затягивающих в воронку ужаса слоубёрнеров». Рецензент Guardian оценил фильм на 3 балла из 5, отметив, что, несмотря на местами впечатляющую визуальную составляющую, фильм лишён юмора и полон унылости. Напротив, издание Filmhounds поставило фильму 4 балла из 5, назвав его темой «депрессивное, но при этом чарующее исследование чувства вины и как оно съедает нас» и отметив чёрный юмор и элементы абсурда, которые позволяют зрителю отвлечься от мрачной атмосферы, а также операторскую работу и актёрские работы.